# موريس براون
موريس براون (بالإنجليزية: Maurice Braun)‏ هو رسام أمريكي، ولد في 1 أكتوبر 1877، وتوفي في 7 نوفمبر 1941 في سان دييغو في الولايات المتحدة.